# Токугава Ијенари
Токугава Ијенари (1787-1837), једанаести шогун из династије Токугава.

## Владавина
Једанаеста шогунова владавина била је подељена на два дела. Почело је када је шогун још био малолетан. Током својих раних година служио је као легитимизатор за реформски настројеног Мацудаира Саданобуа (1758-1829) који је покренуо оно што се назива "Кансеи реформама" посвећено чишћењу онога што је веровао да је зли утицај Танума Окицугу-а (1719—88), главног саветника претходног шогуна, Токугава Ијехаруа. Међутим, 1817. године Ијенари се ослободио утицаја конзервативних чланова високог чиновништва шогуната. Уследио је период упадљиве потрошње под великим коморником Мизуно Тадаакиром.

### Најважнији догађаји
- 1786. Умире шогун Ијехару; Танума и неколико његових помоћника разрешени су дужности.
- 1788. Мацудаира Саданобу је именован за главног вишег саветника шогуна Ијенарија и иницира Кансеи реформе; Оцуки Гентаку објављује свој Рангаку каитеи (Објашњење холандских студија).
- 1789. Кансеи ера почиње 25. јануара.
- 1790. Саданобу покреће такозване забране неортодоксних учења.
- 1791. Породица Сумитомо отвара руднике бакра Беши.
- 1792. Адам Лаксман, поручник руске морнарице, стиже у Немуро са упутствима Катарине Велике да тражи репатријацију руских бродоломника и отварање дипломатских и трговинских односа; шогунат наређује да се побољша обална одбрана.
- 1793. Мацудаира Саданобу је лишен функције вишег саветника.
- 1794. Библиограф шогуната Ханава Хокјичи завршава књигу Поверљиви документи.
- 1798. Научник Хонда Тошијаки објављује свој есеј Тајни предлози о политичкој економији, позивајући на стварање националне трговачке морнарице.
- 1801. Киова ера почиње 5. фебруара.
- 1804. Бунка ера почиње 11. фебруара.
- 1809. Почиње компилација Токугаваџики (Прави записи куће Токугава).
- 1811. Шогунат оснива канцеларију за превођење дела са Запада.
- 1818. Бунсеи ера почиње 22. априла.
- 1830. Темпо ера почиње 10. децембра.
- 1837. Ошио Хеихачиро предводи нереде у Осаки; неколико домена покреће реформске програме.
- 1841. Мизуно Тадакуни укида заштитна удружења, започиње Темпо реформе шогуната.